# Zigomicosi
La zigomicosi è un'infezione fungina causata da alcuni zigomiceti.
Il nome della patologia può variare a seconda del tipo di agente patogeno: si tratta infatti di entomoftoromicosi se si ha a che fare con alcuni funghi dell'ordine degli Entomophthorales (in particolare, di basidiobolomicosi quando il fungo in questione è un Basidiobolus) e di mucormicosi se il fungo che infetta l'organismo è dell'ordine dei Mucorales. Un'altra denominazione della zigomicosi è "ficomicosi", derivante dal nome scientifico dei Phycomycetes, ormai considerato obsoleto nonché sinonimo proprio del phylum Zygomycota.

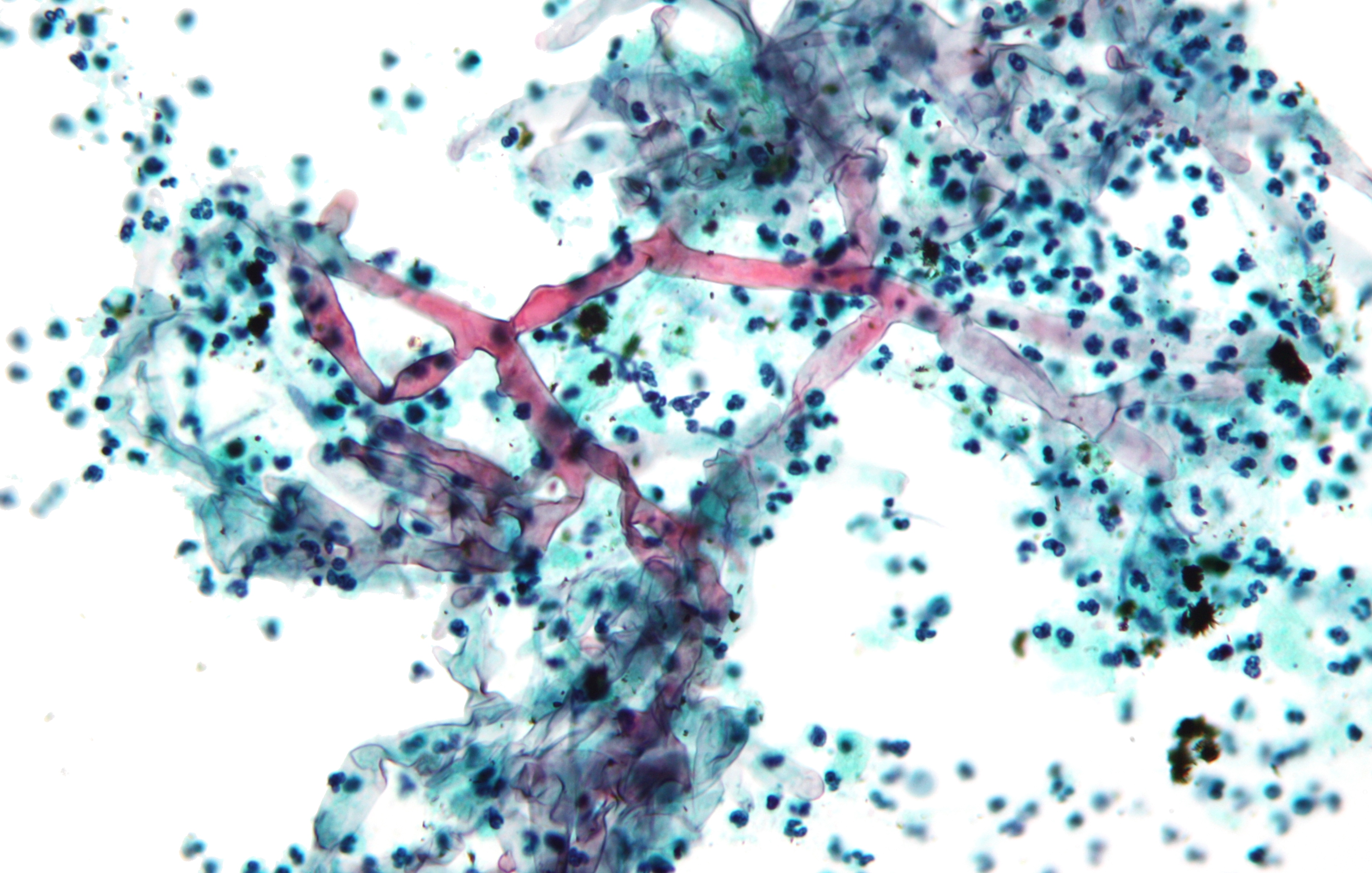
Infezione di zigomiceti

La zigomicosi è causata da due ordini di funghi: i Mucorales e gli Entomophthorales, anche se il primo tipo è molto più comune.
- Ordine Mucorales (mucormycosis)
  - Famiglia Mucoraceae
    - Absidia (Absidia corymbifera)
    - Apophysomyces (Apophysomyces elegans)
    - Mucor (Mucor indicus)
    - Rhizomucor (Rhizomucor pusillus)
    - Rhizopus (Rhizopus oryzae)

  - Famiglia Cunninghamellaceae
    - Cunninghamella (Cunninghamella bertholletiae)

  - Famiglia Thamnidiaceae
    - Cokeromyces (Cokeromyces recurvatus)

  - Famiglia Saksenaeaceae
    - Saksenaea (Saksenaea vasiformis)

  - Famiglia Syncephalastraceae
    - Syncephalastrum (Syncephalastrum racemosum)
- Ordine Entomophthorales (entomophthoramycosis)
  - Famiglia Basidiobolaceae
    - Basidiobolus (Basidiobolus ranarum)

  - Famiglia Ancylistaceae
    - Conidiobolus (Conidiobolus coronatus/Conidiobolus incongruus)